# Diocesi di Popokabaka
La diocesi di Popokabaka (in latino: Dioecesis Popokabakaënsis) è una sede della Chiesa cattolica nella Repubblica Democratica del Congo suffraganea dell'arcidiocesi di Kinshasa. Nel 2021 contava 906.350 battezzati su 1.571.740 abitanti. È retta dal vescovo Bernard Marie Fansaka Biniama.

## Territorio
La diocesi comprende la metà occidentale dei territori di Popokabaka e di Kasongo-Lunda nella provincia di Kwango, nella Repubblica Democratica del Congo.
Sede vescovile è la città di Popokabaka, dove si trova la cattedrale della Santa Famiglia.
Il territorio si estende su circa 45.000 km² ed è suddiviso in 20 parrocchie.

## Storia
La diocesi è stata eretta il 24 giugno 1961 con la bolla Quod Sacrum di papa Giovanni XXIII, ricavandone il territorio dalla diocesi di Kisantu.

## Cronotassi dei vescovi
Si omettono i periodi di sede vacante non superiori ai 2 anni o non storicamente accertati.
- Pierre Bouckaert, S.I. † (24 giugno 1961 - 1º dicembre 1979 dimesso)
- André Mayamba Mabuti Kathongo † (1º dicembre 1979 succeduto - 24 settembre 1993 dimesso)
  - Sede vacante (1993-1996)
- Louis Nzala Kianza † (22 aprile 1996 - 29 giugno 2020 dimesso)
- Bernard Marie Fansaka Biniama, dal 29 giugno 2020
  - Cyrille Ikomba Mankelele Mambi, dal 9 giugno 2024 (amministratore apostolico sede plena)[2]

## Statistiche
La diocesi nel 2021 su una popolazione di 1.571.740 persone contava 906.350 battezzati, corrispondenti al 57,7% del totale.
| anno | popolazione | popolazione | popolazione | presbiteri | presbiteri | presbiteri | presbiteri                | diaconi | religiosi | religiosi | parrocchie |
| anno | battezzati  | totale      | %           | numero     | secolari   | regolari   | battezzati per presbitero | diaconi | uomini    | donne     | parrocchie |
| ---- | ----------- | ----------- | ----------- | ---------- | ---------- | ---------- | ------------------------- | ------- | --------- | --------- | ---------- |
| 1969 | 154.000     | 310.000     | 49,7        | 51         | 4          | 47         | 3.019                     |         | 73        | 102       | 15         |
| 1980 | 209.000     | 373.262     | 56,0        | 52         | 11         | 41         | 4.019                     |         | 55        | 108       | 19         |
| 1990 | 269.618     | 442.585     | 60,9        | 45         | 15         | 30         | 5.991                     |         | 41        | 83        | 17         |
| 1996 | 495.446     | 792.000     | 62,6        | 58         | 35         | 23         | 8.542                     |         | 36        | 82        | 16         |
| 2011 | 628.900     | 1.002.000   | 62,8        | 53         | 39         | 14         | 11.866                    |         | 29        | 91        | 19         |
| 2016 | 643.664     | 1.333.567   | 48,3        | 59         | 45         | 14         | 10.909                    |         | 30        | 81        | 19         |
| 2019 | 707.000     | 1.244.000   | 56,8        | 68         | 54         | 14         | 10.397                    |         | 30        | 81        | 19         |
| 2021 | 906.350     | 1.571.740   | 57,7        | 55         | 49         | 6          | 16.479                    |         | 13        | 107       | 20         |